# Linsey Dawn McKenzie
Linsey Dawn McKenzie (Sutton, Londres; 7 de agosto de 1978) es una actriz pornográfica y modelo de glamour inglesa.

## Biografía
McKenzie creció en una casa de clase media en Wallington, con sus padres y sus dos hermanos. Sus padres se divorciaron en 1987, cuando McKenzie tenía nueve años. Posteriormente su madre se casó con Chris Atkins, quien se convirtió en el padrastro de los niños. McKenzie asistió a la escuela secundaria para mujeres de Carshalton y cursó seis grados de GCSE (Certificado General de Educación Secundaria).

## Glamour y pornografía
Los senos de McKenzie empezaron desarrollarse cuando tenía doce años. Para la edad de quince, ella tenía un tamaño de sostén de 34DD. Cuando ella tenía diecisiete años, su tamaño de sostén había aumentado a 34GG.
En 1994, Alyson McKenzie, hermana de Linsey, tomó algunas fotografías en topless del busto de su hermana que tenía en ese entonces tan solo 15 años, para enviarlas a varias agencias locales de modelos. Después de unos días, un fotógrafo profesional invitó a Linsey McKenzie para una sesión fotográfica. Debido a la edad de Linsey, los fotógrafos solo podrían usarla inicialmente para modelar en bikini y para vestidos de glamour; pero Linsey declaró que estaba deseosa de posar en topless cuando ella alcanzara la edad legal, que en Inglaterra es de dieciséis años.
La revista británica The Daily Sport pronto expresó su interés promoviendo a la joven modelo y después diría haberla descubierto. Un periódico publicó unas controvertidas imágenes del decimosexto aniversario de su cumpleaños, en donde se mostraban fotografías muy provocativas, rompiendo los cuadros del escaso vestido de la adolescente y prometiendo quitar el velo de sus senos cuando ella tuviera la edad legal. Las primeras fotografías de toplesses publicadas de McKenzie aparecían en The Sunday Sport el 7 de agosto de 1994. Ella había dejado la escuela solo unas semanas antes.
Linsey McKenzie continuó su asociación con The Daily Sport, volviéndose una de sus más destacadas modelos y viajando con su compañía de bailarines y mujeres que hacen estriptis. Ella también empezó a aparecer en topless como muchacha de los periódicos The Sun y The Daily Star, así como totalmente desnuda en revistas de softcore británicas como Mayfair y Whitehouse.
Ella realizó videos de softcore de bajo presupuesto cuando tenía dieciséis y diecisiete años de edad. En la mayoría de ellos solo bailaba y se desnudaba. Un video en Bahamas la muestra nadando bajo la lluvia cuando ella estaba en topless en la playa. Otro video llamado Linsey Dawn McKenzie and Her Sister, muestra a McKenzie y a su hermana Alyson simulando incesto y escenas lésbicas.
En agosto de 1996, cuando McKenzie cumplió dieciocho años, firmó un contrato con The Score Group, editor de las revistas Score y Voluptuous breast fetishism y comenzó su etapa de modelado desnudo para el público estadounidense. Score lanzó una edición ilustrada especial y un vídeo llamado el "décimo octavo cumpleaños de Linsey", para celebrar la fecha en que McKenzie alcanzaba la edad legal para modelar desnuda en los Estados Unidos.
McKenzie se convirtió en una modelo "big boobs" a finales de los años noventa y a principios del 2000, en numerosas revistas en puestos de periódicos y apariciones en videos, normalmente apareció sola, pero a menudo con otras modelos de senos grandes como Adele Stephens, Lorna Morgan y Kerry Marie. Ella se convirtió en una modelo regular en Score magazine's annual "Boob Cruise", y aparecía en algunos videos afiliados a Score Boob Cruise 2000 y  Score Boob Cruise Babes. Más tarde, ella empezó su propia página web en ambos lados del Atlántico. Score la escogió a McKenzie como su "modelo del año" en 2004.
Llevando a cuestas en el renombre de su hermana, Alyson McKenzie lanzó su propia carrera adulta con Score pictorials y guest photoshoots en la página web de su hermana. Distinta de Linsey, Alyson tenía sus senos naturalmente pequeños, como puede verse en los primeros videos dónde las hermanas aparecen juntas en topless, y después de sus injertos de senos, les llevó al tamaño 38DD. Sin embargo, Alyson logró muy poco éxito, mientras ella realmente estaba escapando de la etiqueta de  "hermana de Linsey Dawn McKenzie" y ahora se ha retirado de ser modelo para adultos.

## Pornografía hardcore
Contradictoriamente, McKenzie ha hecho algunas películas, como Linsey Dawn McKenzie in Live Sex Video y Linsey Dawn McKenzie and Alison Having Full Sex que se comercializaron como "hardcore" pero que realmente involucraban solo escenas heterosexuales simuladas o de sexo lésbico. Pero a partir de 2000, ha hecho algunas películas porno de hardcore, como las siguientes:
- Linsey’s Lezzie Seduction (2000), protagonizada por McKenzie y la modelo de grandes senos Autumn Jade llevando a cabo sexo oral cada una con otra persona.
- Ultimate Linsey (2001), protagonizada a 23 minutos de escena en el cual McKenzie tiene sexo oral, vaginal y mamario con Terry Canty, el cual sería su esposo por poco tiempo en su primer matrimonio. La película tiene dos importantes escenas adicionales, una en que McKenzie se masturba con un juguete sexual, y la otra en que realiza un baile erótico y se quita su vestido de novia.
- Maxiumum Insertion (2004), en donde aparece en una escena McKenzie interactuando con una máquina automatizada de estimulación sexual, y realizando sexo hardcore en forma de trío sexual con la modelo Verónica y el actor porno Robert, y escenas de harcore lesbianas con la modelo de grandes senos polaca Ines Cudna.
- Busty Anal Lovers (2005), donde aparece teniendo sexo lésbico con Suzie Wilden, quien penetra analmente a McKenzie con un juguete sexual. Este es el único momento en que McKenzie realiza una escena de penetración anal en un video.

En sus primero años de modelaje, McKenzie tenía un tatuaje en su hombro derecho que decía "MUM ". Ella tenía este tatuaje modificado a un diseño astrológico cuando su madre desaprobó su decisión para pasar a la pornografía hardcore.

## Películas y apariciones en televisión
En plenitud de su popularidad a finales de los noventa, McKenzie aparecía a menudo en el programa británico "British daytime talkshow " para discutir asuntos relacionados con el modelaje adulto y el tamaño de senos. Ella también aparecía frecuentemente en canales para adultos como "L!VE TV" y "Television X".

## Vida privada
McKenzie ha tenido una turbulenta vida romántica y ha sido marcada por sus relaciones tempestuosas con celebridad y escándalos en revistas. En 1996, a la edad de diecisiete años, tuvo mucha publicidad su relación en Wimbledon con el delantero Dean Holdsworth, un hombre casado diez años mayor que ella. Las revistas británicas sensacionalistas revelaron el asunto extramarital de Holdsworth con la adolescente voluptuosa, alegando por ejemplo que él y McKenzie habían tenido comunicación en el quema cocos de un automóvil BMW propiedad del futbolista. La esposa de Holdworth -de nombre Samantha- terminó la relación de golpe con McKenzie públicamente, llamándola un rompehogares y describiéndola como "Más fea que nuestro querido Rottweiler".
McKenzie siguió teniendo relaciones de alto-perfil con el cantante Mick Hucknall, con los futbolistas Ashley Cole y John Terry, y con EastEnders, y actores como Dean Gaffney y Michael Greco. Ella tuvo una relación tormentosa de quince meses con el último, estuvo embarazada de él (ella abortó), y estuvo brevemente comprometida antes de disolver la relación.